# Banditernas överman (film, 1934)
Banditernas överman (engelska: Two-Gun Mickey) är en amerikansk animerad kortfilm med Musse Pigg från 1934.

## Handling
Musse Pigg och Mimmi Pigg är cowboys i Vilda västern. Plötsligt blir Mimmi kidnappad av Svarte Petter, och det är upp till Musse att rädda henne.

## Om filmen
Filmen är den 71:a Musse Pigg-kortfilmen som producerades och den nionde och sista som lanserades år 1934.
Filmen är den första som Disney-animatören Ben Sharpsteen regisserade.

## Rollista
- Walt Disney – Musse Pigg
- Marcellite Garner – Mimmi Pigg
- Billy Bletcher – Svarte Petter[6]